# Академическая гребля на летних Паралимпийских играх 2012
Соревнования по академической гребле на Летних Паралимпийских играх 2012 года в Лондоне, проводились с 31 августа по 2 сентября 2012 года на гребном канале Дорни. Там же проводились соревнования летних Олимпийских игр.
В академической гребле разыгрывались 4 комплекта медалей. Приняло участие 108 спортсменов, из них 54 мужчины и столько же женщин. Всего было зарегистрировано 48 лодок из 23 стран. Дистанция для пара-гребцов всего 1000 метров, олимпийская дистанция - 2000 метров.

## Классификация спортсменов
Спортсмены классифицировались в различные группы в зависимости от степени инвалидности. Система классификации позволяет спортсменам с одинаковыми нарушениями конкурировать на равных.
- AS - спортсмены, нарушения которых позволяют использовать только руки для ускорения лодок. Такие спортсмены соревнуются в одиночных лодках как среди мужчин, так и среди женщин.
- TA - спортсмены, нарушения которых позволяют использовать не только руки, но и туловище. Соревнования проходят в смешанных командах (мужчины/женщины) на лодках-двойках.
- LTA - спортсмены, которые могут использовать руки, туловище и ноги. Такие спортсмены соревнуются в командах по 4 человека (2 мужчин/2 женщины).

## Календарь
| З | Заплывы | Д | Дополнительный отбор | Ф | Финал |

| Раунд↓/Дата →      | Ср 29 | Чт 30 | Пт 31 | Сб 1 | Нд 2 | Пн 3 | Вт 4 | Ср 5 | Чт 6 | Пт 7 | Сб 8 | Нд 9 |
| ------------------ | ----- | ----- | ----- | ---- | ---- | ---- | ---- | ---- | ---- | ---- | ---- | ---- |
| Мужчины-одиночки   |       |       | З     | Д    | Ф    |      |      |      |      |      |      |      |
| Женщины-одиночки   |       |       | З     | Д    | Ф    |      |      |      |      |      |      |      |
| Двойки смешанные   |       |       | З     | Д    | Ф    |      |      |      |      |      |      |      |
| Четвёрки смешанные |       |       | З     | Д    | Ф    |      |      |      |      |      |      |      |

## Участвующие страны
| - Аргентина (1) - Австралия (3) - Белоруссия (8) - Бразилия (9) - Канада (6) - Китай (8) | - Франция (8) - Германия (6) - Великобритания (8) - Венгрия (1) - Ирландия (5) - Израиль (3) | - Италия (7) - Япония (1) - Новая Зеландия (1) - Польша (3) - Португалия (1) - Россия (8) | - ЮАР (1) - Республика Корея (2) - Испаня (1) - Укранина (9) - США (8) |

## Медальний зачёт
| Соревнования           | Золото               | Серебро                  | Бронза                   |
| ---------------------- | -------------------- | ------------------------ | ------------------------ |
| Женщины-одиночки AS    | Алла Лысенко         | Натали Бенуа             | Людмила Волчок           |
| Мужчины-одиночки AS    | Чэн Хуан             | Эрик Хорри               | Алексе́й Чу́вашев          |
| Двойки смешанные TA    | Лу Сяосян Тянмин Фей | Перль Буже Стефан Тардьо | Оксана Мастерс Роб Джонс |
| Четвёрки смешанные LTA | Великобритания       | Германия                 | Украина                  |